# Rudolf Schricker
Rudolf Schricker (* 1955 in Marktredwitz) ist ein deutscher Innenarchitekt, Designer, Hochschullehrer und Publizist.

## Leben
Schricker studierte Innenarchitektur und Design von 1977 bis 1982 an der Staatlichen Akademie der Bildenden Künste in Stuttgart mit dem Abschluss als Diplom-Ingenieur. Seit 1984 ist er freiberuflich als Innenarchitekt und Designer tätig. Von 1987 bis 1993 betrieb er ein gemeinsames Planungsbüro S+H Interior Design mit Wolfgang Henning. Seit 1991 betreibt er ein Planungsatelier in Stuttgart und seit 2000 Creative Consulting und Forschung.
Von 1983 bis 1994 war er Dozent an der Akademie der Bildenden Künste Stuttgart und an der Hochschule für Technik.
1993 wurde Rudolf Schricker zum Professor im Fachbereich Design und Innenarchitektur an der Hochschule Wismar berufen. Nach der
zweiten Berufung 2002 wirkt er als Hochschullehrer und Mentor an der Hochschule Coburg in der Fakultät Design und ist verantwortlich für „Entwerfen und Konstruieren Innenarchitektur“. Seine Lehrgebiete sind „Gestalten+Humanwissen“, „Reflexion+Vision“, „Management+Verantwortung“, „Praxisorientierte Projekte“.
Seit SS 2011 ist er auch als Professor und Mentor im Masterstudium Design für das Lehrgebiet „Der menschliche Raum“ tätig. Schricker ist Autor von Beiträgen in Fachzeitschriften und Magazine im Bereich Design/ Innenarchitektur/ Therapie.

### Mitgliedschaften und Vorsitze
Schricker war von 1991 bis 2007 Vizepräsident des Bundes Deutscher Innenarchitekten (BDIA) und Landesvorsitzender des BDIA in Baden-Württemberg. 2007 bis 2011 war er Präsident des Bund Deutschen Innenarchitekten (BDIA). Von 2011 bis 2015 war er wieder als Vizepräsident im BDIA verantwortlich.
Viermal jährlich publizierte Rudolf Schricker in seiner Verantwortung im BDIA die BDIA IMPULSE, die in der AIT von 1993 bis 2016 vierteljährlich veröffentlicht wurden.
Seit 1998 ist Schricker zudem als Gutachter und Peer bei verschiedenen Akkreditierungsagenturen tätig. Außerdem ist er Gründer und Vorsitzender des Vereins „Mensch&Raum, Design&Forschung“. Er organisiert jährlich internationalen Austausch, insbesondere zwischen deutschen und türkischen Innenarchitekturstudierenden, Innenarchitekten, Designern in Istanbul. Diese Arbeitswochen an türkischen Universitäten werden jeweils in Dokumentationsfilmen festgehalten. Rudolf Schricker war Mitglied der Jury beim IF design award 2010 und 2011. 2012 und 2015 ist Rudolf Schricker jeweils Juror beim Red Dot Award.
Rudolf Schricker wird in den Konvent 2012 der Bundesstiftung Baukultur berufen.
2012 gründete Prof. Schricker das did - deutsches institut innenarchitektur + design mit Sitz in Stuttgart und Coburg. Das did entwickelt grundsätzlich innovative Konzepte und widmet sich der Qualifizierung und Weiterbildung in der Innenarchitektur.

## Projekte (Auswahl)
- Messedesign:  neuformtür Messestand Bau 2011, Knauf Messestand Bau 2001 & 2005, Klangschnecke (Domotex 2009)
- Eventdesign:  Veranstaltungsformate „Klang.Klausur“, „denk.werkstatt“, „design campus“, „Potenziale“, „quer/verbindungen“, „PORTALE“, „world of acoustics“, Architekturbühne PAULINE 51 Stuttgart
- Sozialer Bereich:  Altenpflegeheim Stadtpark Kaiserslautern, Neukonzeptionierung Altersheim Westkreuz München-Pasing, Arztpraxis Dr. Seifert Marktredwitz, Berufsgenossenschaftliches Schulungsheim Stuttgart, Reha-Klinik Bad Sassendorf, Seniorenresidenz „Münsterblick“ ev. Stift Freiburg, Kreiskrankenhaus Plochingen
- Büro- und Kommunikationsgebäude:  Kommunikations- und Schulungszentrum WMF Geislingen/Steige, Siemens Dematic AG Offenbach, Wieland Werk AG Ulm, Informations- und Kundenzentrum Rexroth-Indramat AG Lohr, Hauptverwaltung und Kundenzentrum GWG Halle, Schulungs- und Verwaltungszentrum KNAUF Iphofen, Philipp Holzmann AG Leonberg, Hauptverwaltung KNAUF Iphofen.
- Raumakustische Optimierung:  Hauptverwaltung IngDiBa Frankfurt a. M., Hauptverwaltung EUROHYPO Frankfurt a. M., Lufthansa Aviation Center Frankfurt Flughafen, Hauptverwaltung Züblin AG Stuttgart
- Kultureller Veranstaltungsbereich:  Pauluskirche und Paulussaal Freiburg, Stadthalle Mülheim an der Ruhr, Kulturzentrum Alte Post Pirmasens, Schwarzwaldhalle Baiersbronn, Kommunikations- und Schulungs-Zentrum WMF Geislingen/Steige, Kulturzentrum Ludwigsburg, Musikschule Leinfelden-Echterdingen, Kongresshalle Böblingen, Kultur- und Kongresszentrum Liederhalle Stuttgart, Forum am Schlosspark Ludwigsburg
- Hotel und Gastronomie:  Bistro Stadthalle Mülheim a.d.R., Restaurant Krankenhaus Plochingen, Casino Siemens Dematik AG Offenbach, Milchbar Hotel Neptun Warnemünde, Bistro KNAUF Iphofen, Autobahnraststätte Bühl an der A 5
- Öffentlicher Bau:  Tourist Information Ludwigsburg, Straßenverkehrsamt Waiblingen, Modernisierung Hauptbahnhof Hamburg, Flughafen Rostock-Laage, Flughafen Dresden, Flughafen Berlin-Schönefeld
- Sanierung und Modernisierung:  Kulturzentrum Alte Post Pirmasens, Festhalle Pirmasens, Stadthalle Mülheim an der Ruhr, Schwarzwaldhalle Baiersbronn, Zentral-Messepalast Leipzig, Amtsgericht Leipzig, Gemeindehalle Neckarweihingen, Kulturzentrum Ludwigsburg, Pauluskirche und Paulussaal Freiburg
- Design:  Kennzeichnung Filialkonzept LBBW; Gestaltungsrichtlinien Filialen BW-Bank; Optimierung und Gestaltungspflege Erscheinungsbild Filialen ALDI Süd
- Entwicklungsprojekte: Hotel+Care Hotelzimmer der Zukunft mit besonderer Fürsorge; Healing Interior mit Pilotprojekt Patientenzimmer der Zukunft; Gestaltungsrichtlinien Healing Interior in Kliniken, Digitale Medizintechnik in gesunden Räumen

## Publikationen (Auswahl)
- Darstellungsmethodik - Dt. Verlags-Anstalt, Stuttgart 1988, ISBN 3-421-02943-1
- Licht-Raum Raum-Licht - DVA, Stuttgart 1992, ISBN 3-421-03058-8
- Raumzauber - 1998, ISBN 3-421-03168-1
- Kreative Raumakustik - DVA, 2002, ISBN 3-421-03277-7
- Innenarchitektur in Deutschland - Koch, Leinfelden-Echterdingen 2003, ISBN 3-87422-646-8
- 50 Jahre Liederhalle Stuttgart - 2007
- Studienführer Innenarchitektur - Callwey-Verlag, München 2012, ISBN 978-3-7667-1952-2
- Handbuch Küche: Planen. Gestalten. Realisieren. - Callwey-Verlag, München 2014, ISBN 978-3-7667-2026-9
- Ausgezeichnete Innenarchitektur 2014 - Callwey-Verlag, München 2014, ISBN 978-3-7667-2120-4
- Studienführer Innenarchitektur - Callwey-Verlag, München 2017, ISBN 978-3-7667-2255-3

## Filme
- Sinn für Raum (Konzeption)
- Fühlwege (Konzeption)
- „form follows what ?“ (Istanbulaustausch Dokumentarfilm 1)
- „design consequences“ (Istanbulaustausch Dokumentarfilm 2)
- „sustainability and design“ (Istanbulaustausch Dokumentarfilm 3)